# Црква Светог Василија Острошког на Вождовцу
Црква Светог Василија Острошког је храм Српске православне цркве који се налази у насељу Бањица у београдској општини Вождовац.

## Опште информације
Храм припада архиепископији београдско-карловачкој. Темељ за храм је изливен 2001. године, а исте године 21. септембра освештао га је патријарх Павле. Црква је почела да се гради 2002. године, а комплетно завршен храм освештао је патријарх Иринеј, 11. новембра 2018. године.
Иницијативу за градњу бањичког храма је покренуло свештенство цркве Светог Цара Константина и царице Јелене, јер мала црква није могла да прими мноштво грађана који су долазили на богослужење. Одлучено је да се храм гради у Бањичкој шуми, поред самог Авалског друма.
Поред цркве постоји и парохијски дом, основан је црквени хор. Објекат је у одређеној мери прилагођен особама са инвалидитетом и особама са посебним потребама.